# Hermann Bellinger
Hermann Bellinger (* 19. Januar 1898 in Gieboldehausen; † 5. März 1980) war ein deutscher Jurist und Ministerialbeamter.

## Leben
Bellinger wurde als Sohn eines Richters geboren. Nach abgeschlossenem Studium der Rechtswissenschaft und der Promotion zum Doktor der Rechte trat er 1929 als Regierungsrat in den höheren Dienst ein. Bis 1945 war er als Beamter in verschiedenen Reichsministerien tätig, unter anderem als Fachreferent mit der Zuständigkeit für Kleinsiedlung und sozialen Wohnungsbau im Reichsarbeitsministerium.
Nach dem Zweiten Weltkrieg wurde Bellinger in die Verwaltung des Landes Nordrhein-Westfalen übernommen. Er war seit 1946 im Wiederaufbauministerium tätig und dort zuletzt bis 1958 Staatssekretär.
Während seiner Berufslaufbahn sammelte er Erfahrungen im Wohnungs-, Siedlungs- und Heimstättenwesen. Von 1959 bis 1969 war er geschäftsführendes Vorstandsmitglied der Bundesvereinigung Deutscher Heimstätten e.V. Er war Mitglied der katholischen Studentenverbindungen KStV Arminia Bonn, KStV Staufia Straßburg Frankfurt und KStV Markomannia Münster.
Hermann Bellinger war seit 1934 mit Elisabeth, geb. Lohaus, verheiratet.

## Auszeichnungen
- Preußische Rettungsmedaille am Bande
- 1963: Großes Verdienstkreuz mit Stern der Bundesrepublik Deutschland
- 2019: Hessischer Verdienstorden